# Zayd ibn Ali
Zayd b. ʿAlī, b. al-Husayn "Zayn al-ʿAbīdīn" ibn ʿAlī b. Abī Ṭālib (in arabo زيد بن علي بن الحسين بن علي‎?; Medina, 695 – Kufa, 740), è stato un Alide ribellatosi al potere omayyade. Al suo pensiero e al suo operato s'ispirò il movimento sciita dello Zaydismo.
Suo padre era ʿAli bin Husayn, detto "Zayn al-ʿAbīdīn" (Ornamento dei Credenti), a sua volta figlio di Husayn bin Ali e quindi pronipote del Profeta. Nel 713, alla morte di suo padre, la maggioranza degli alidi, ormai definibili "sciiti", considerò che Muhammad, detto al-Bāqir fosse il legittimo successore, mentre una minoranza, definibili come zayditi, pensava che il successore dovesse essere Zayd b. ʿAlī.

Questa successione causò una divisione nell'ambito dell'Islam sciita.

## Storia
La successione di ʿAlī Zayn al-ʿAbīdīn fu oggetto di disputa tra i due fratelli, Muhammad, detto al-Bāqir, e Zayd. Quest'ultimo pretendeva che non potesse essere Imām chi non lo avesse dichiarato pubblicamente, e Muhammad era per l'appunto contrario a dichiarasi ufficialmente Imam, per evitare l'implacabile reazione degli Omayyadi al potere, assumendo come i suoi predecessori e i suoi discendenti un atteggiamento politicamente improntato al più schietto quietismo.

Muhammad al-Bāqir obiettò a suo fratello che neppure il loro comune padre s'era dichiarato Imam ufficialmente e che nondimeno era impossibile negare che fosse stato legittimo Imam dei credenti.

Per questo la maggioranza respinse le pretese di Zayd che, per di più, aveva dichiarato di riconoscere come legittimi i califfati di Abū Bakr e di ʿUmar, cosa che gli sciiti più rigorosi rifiutavano di fare.
Zayd, inutilmente sollevatosi a Kufa nel 740 coi suoi seguaci, fu affrontato dalle forze omayyadi del governatore Yūsuf b. ʿUmar al-Thaqafī e cadde ucciso da un colpo di freccia. Il luogo di sepoltura di Zayd, che i suoi seguaci avevano tentato di mantenere segreto, fu identificato dalle autorità omayyadi, il suo corpo fu riesumato e poi crocifisso a Kufa, sotto il regno del califfo omayyade Hishām b. ʿAbd al-Malik. Ciò fece sì che Zayd venisse ricordato dai suoi seguaci come "Zayd il Martire" ( Zayd al-Shahīd )

Suo figlio, Yahyā b. Zayd, gli succedette, scatenando a sua volta una rivolta in Khorasan contro il potere omayyade, peraltro anch'essa duramente repressa.